# Viola arborescens
Viola arborescens L. – gatunek roślin z rodziny fiołkowatych (Violaceae). Występuje naturalnie we Francji, na włoskiej Sardynii, w Hiszpanii (także na Balearach), Portugalii, Maroku i Algierii. 

## Morfologia

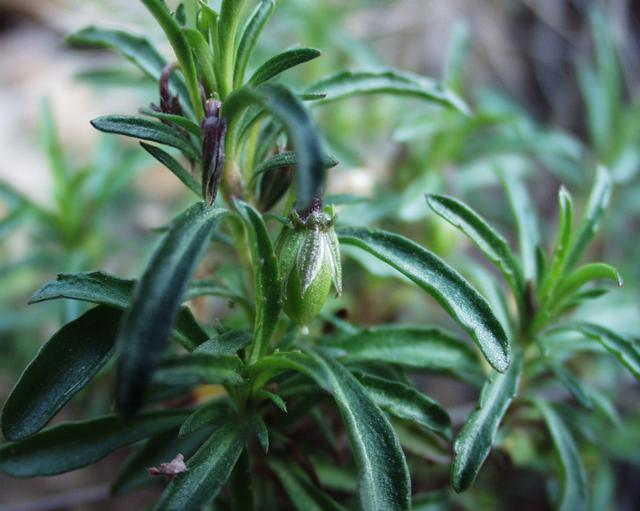
Liść i pąk kwiatowy

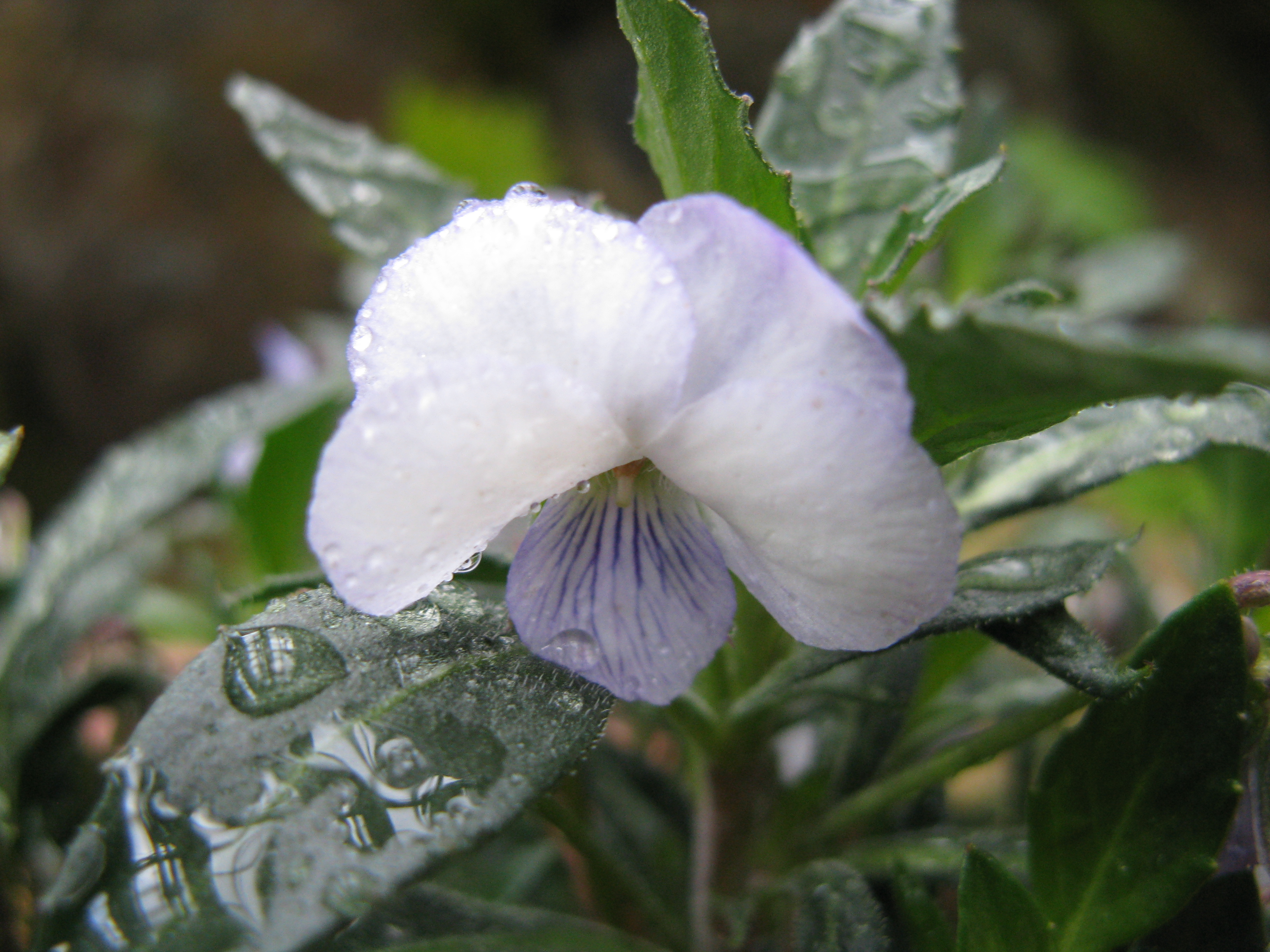
Kwiat

PokrójBylina dorastająca do 10–20 cm wysokości, tworząca kłącza. Pędy są szaro owłosione, czasami drewniejące. Łodyga jest wzniesiona, silnie ulistniona przy szczycie.
LiścieBlaszka liściowa ma lancetowaty kształt. Mierzy 2,5–4 cm długości oraz 0,3–1,3 cm szerokości, jest karbowana lub piłkowana na brzegu, ma zbiegającą po ogonku nasadę i ostry wierzchołek. Przylistki są równowąskie i osiągają 3–10 mm długości. Ogonek liściowy jest owłosiony.
KwiatyPojedyncze, wyrastające z kątów pędów. Mają działki kielicha o lancetowatym kształcie i dorastające do 3–6 mm długości. Płatki są odwrotnie jajowate i mają białofioletową barwę, płatek przedni jest owalny, mierzy 7-11 mm długości, wyposażony w torebkowatą ostrogę o długości 2 mm.
OwoceTorebki mierzące 5-7 mm długości, o jajowatym kształcie.

## Biologia i ekologia
Rośnie na wybrzeżach, łąkach i terenach skalistych. Występuje na wysokości do 800 m n.p.m. Kwitnie od stycznia do lipca, z kulminacją przypadającą na marzec. 